# Valle de Ansó
Valle de Ansó (baskiska: Anso Ibarra) är en dal i Spanien.   Den ligger i provinsen Provincia de Huesca och regionen Aragonien, i den nordöstra delen av landet, 400 km nordost om huvudstaden Madrid.